# Auditoria social
Auditoria Social é o emprego das técnicas de auditoria para fins de controle, apuração e certificação acerca da fidelidade das informações relativas aos gastos, investimentos e aplicações de cunho ambiental e social.
Um dos ramos de destaque da auditoria social é a auditoria ambiental, tendo em vista o aumento da demanda de questões ambientais por parte das companhias com o intuito de melhor preservar o meio ambiente e de divulgar as ações concretas para se alcançar esses objetivos.